# (10803) Caléyo
(10803) Caléyo, désignation internationale (10803) Caleyo, est un astéroïde de la ceinture principale.

## Description
(10803) Caleyo est un astéroïde de la ceinture principale. Il fut découvert le 21 octobre 1992 à Geisei par Tsutomu Seki. Il présente une orbite caractérisée par un demi-grand axe de 2,63 UA, une excentricité de 0,03 et une inclinaison de 4,0° par rapport à l'écliptique.

## Compléments